# 580 California Street
580 California Street es un edificio de oficinas de gran altura terminado en 1987 en el distrito financiero de San Francisco, California. El posmoderno, 107 m (117 yd), la torre de 23 pisos está rodeada por Kearny Street y California Street, y está coronada por tres torres sin rostro de 12 pies (3,7 m) -estatuas altas, a cada lado del edificio en el piso veintitrés. La instalación de arte se titula "Las diosas corporativas" de Muriel Castanis, la fallecida diseñadora y creadora de las esculturas.  

## Inquilinos
- Akin, Gump, Strauss, Hauer & Feld, LLP
- CEB
- Consulate General of Canada [3]
- Huron Consulting Group
- Motive Medical Intelligence
- Northern Trust Corporation
- State Farm Insurance
- Welocalize
- Wetherby Asset Management
- Osborne Partners Capital Management
- Oppenheimer & Co. Inc
- Troutman Sanders LLP
- Recommind
- Academia.edu
- Zenith American Solutions